# Tatuaż (film 2003)
Tatuaż (ang. In the Cut) – amerykańsko-australijski film kryminalny z gatunku thriller z 2003 roku w reżyserii Jane Campion, powstały na podstawie powieści Susanny Moore pt. In the Cut, wydanej w 1995 roku. Wyprodukowana przez wytwórnię Screen Gems. Główne role w filmach zagrali Meg Ryan, Mark Ruffalo i Jennifer Jason Leigh. Film otrzymał negatywne oraz mieszane recenzje od krytyków.
Premiera filmu miała miejsce 9 września 2003 roku. W Polsce premiera filmu odbyła się 30 stycznia 2004 roku.

## Opis fabuły
Akcja filmu rozgrywa się w Nowym Jorku. Frannie (Meg Ryan), nauczycielka literatury, po dramatycznych przejściach z narzeczonym nie ufa mężczyznom. W okolicy, w której mieszka, dochodzi do morderstwa. Kobieta poznaje prowadzącego śledztwo detektywa Giovanniego A. Malloya (Mark Ruffalo) i nawiązuje z nim romans. Wkrótce dochodzi do kolejnych zabójstw.

## Obsada
- Kevin Bacon jako John Graham
- Jennifer Jason Leigh jako Pauline
- Mark Ruffalo jako James A. Malloy
- Meg Ryan jako Frannie Thorstin
- Nick Damici jako Richard Rodriguez
- Sharrieff Pugh jako Cornelius Web
- Heather Litteer jako Angela Sands
- Patrice O'Neal jako Hector

i inni.